# Wagaj (rejon omutiński)
Wagaj (ros. Вагай) – wieś (sieło) w Rosji, w obwodzie tiumeńskim, w rejonie omutińskim. W 2010 liczyła 2671 mieszkańców.